# Татарская Википедия
Татарская Википедия (тат. Татар Википедиясе, Tatar Wikipediäse) — раздел Википедии на татарском языке. Открылся 15 сентября 2003 года. Занимает 30 место по количеству статей среди всех разделов и 2 место среди разделов на тюркских языках, уступая лишь турецкому разделу.
Татарская Википедия похожа на сербохорватскую — в ней, как и в сербохорватской Википедии, можно писать и на кириллице, и на латинице. Проект изначально возник на латинице, позднее в рамках проекта началось сосуществование двух алфавитов со связыванием дубликатов посредством шаблонов. На сегодняшний день статьи, написанные на латинице, составляют меньшую часть общего количества статей, интерфейс переведён на кириллицу. Для статей на латинице применяется общий тюркский алфавит, утверждённый для транслитерации в рамках Закона об использовании татарского языка в Республике Татарстан от 24.12.2012. Достигнут консенсус об использовании единой системы категорий на кириллице.

## Статистика
По состоянию на сегодняшний день раздел содержит 502 966 статей. Общее число правок составляет 4 450 244. Занимает 30 место по количеству статей среди всех разделов.

## Участники
На сегодняшний день в Татарской Википедии зарегистрировано 56 144 участников, из них активны 66.

## Награды
- В 2009 году Татарская Википедия занимает первое место в конкурсе «Звезды Татнета» (тат. Татнет йолдызлары) в номинации «Туган тел» (Родной язык)[1].
- В 2010 году — второе место в номинации «Тематик ресурс — иҗади җәүһәр» I Международного конкурса татарских интернет-проектов «Белем җәүһәрләре»[2].
- В 2010 году Татарская Википедия снова занимает первое место в конкурсе «Звезды Татнета» в номинации «Туган тел» (Родной язык)[3].
- В 2011 году — первое место в номинации «Тематик ресурс — иҗади җәүһәр» II Международного конкурса татарских интернет-проектов «Белем җәүһәрләре»[4].
- В 2011 году Татарская Википедия занимает первое место в конкурсе «Звезды Татнета» в номинации «Фән һәм мәгариф» (Наука и образование)[5].

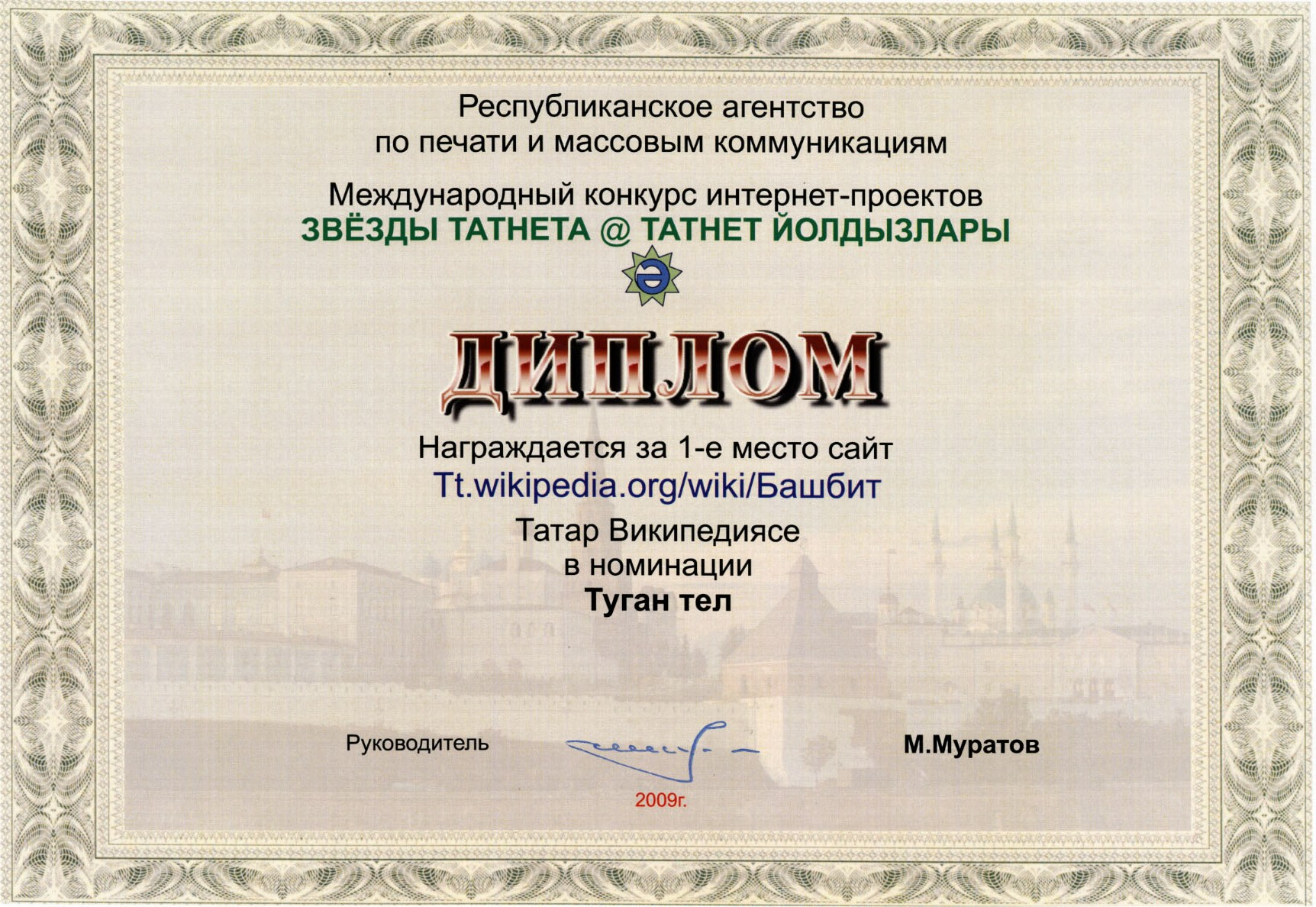
Первое место в конкурсе «Звёзды Татнета» (2009)
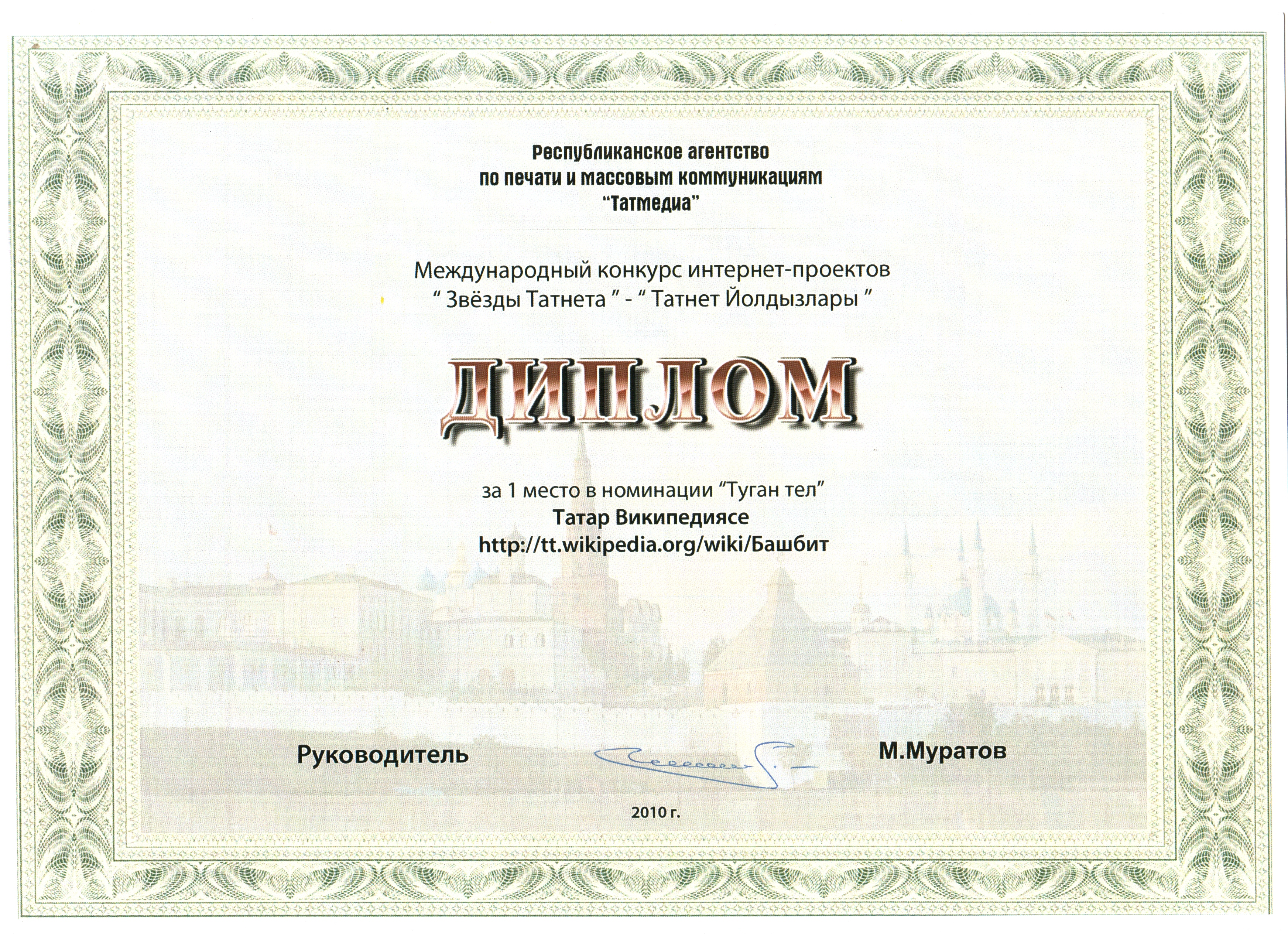
Первое место в конкурсе «Звёзды Татнета» (2010)
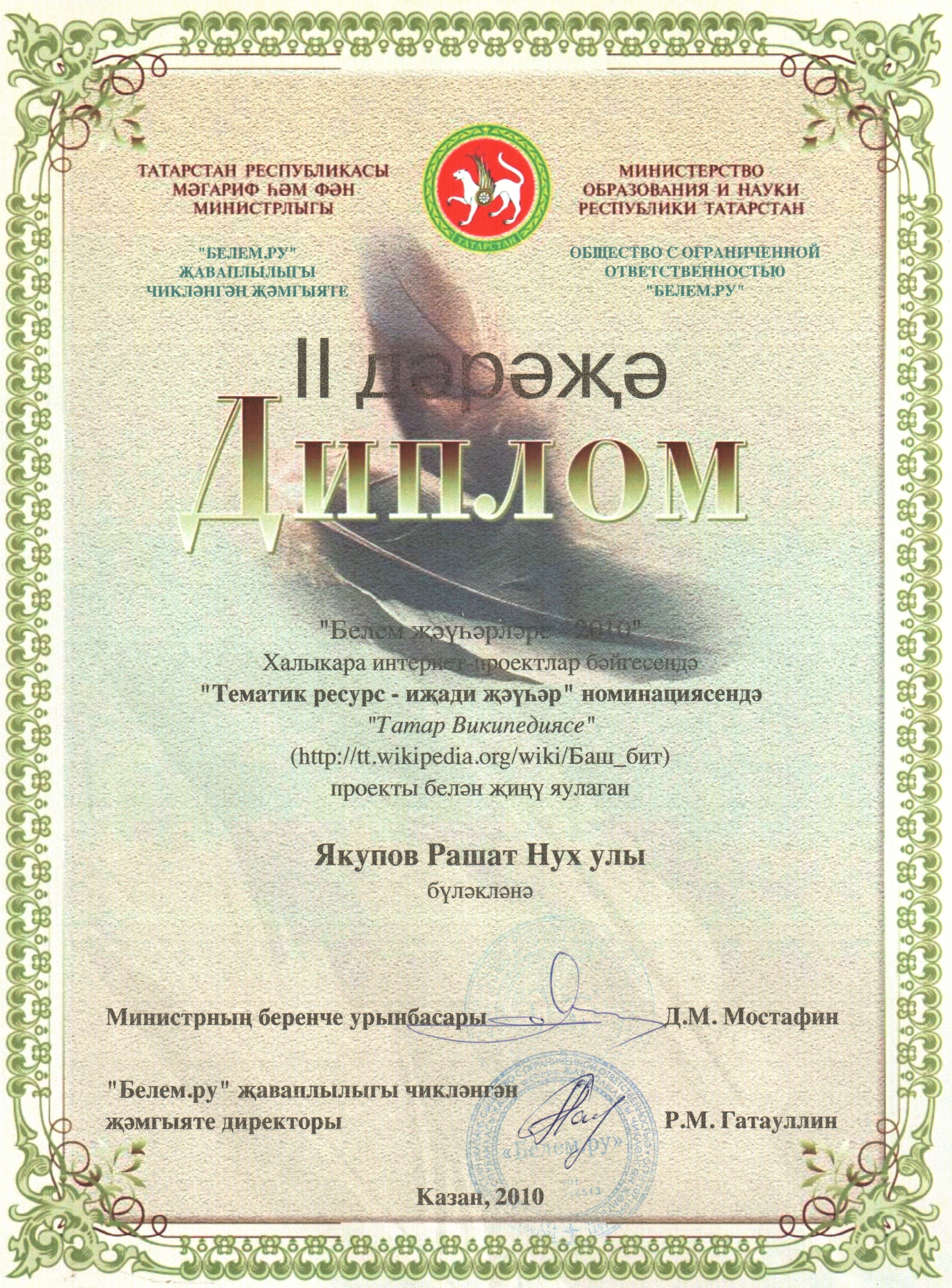
Второе место в конкурсе «Белем җәүһәрләре» (2010)
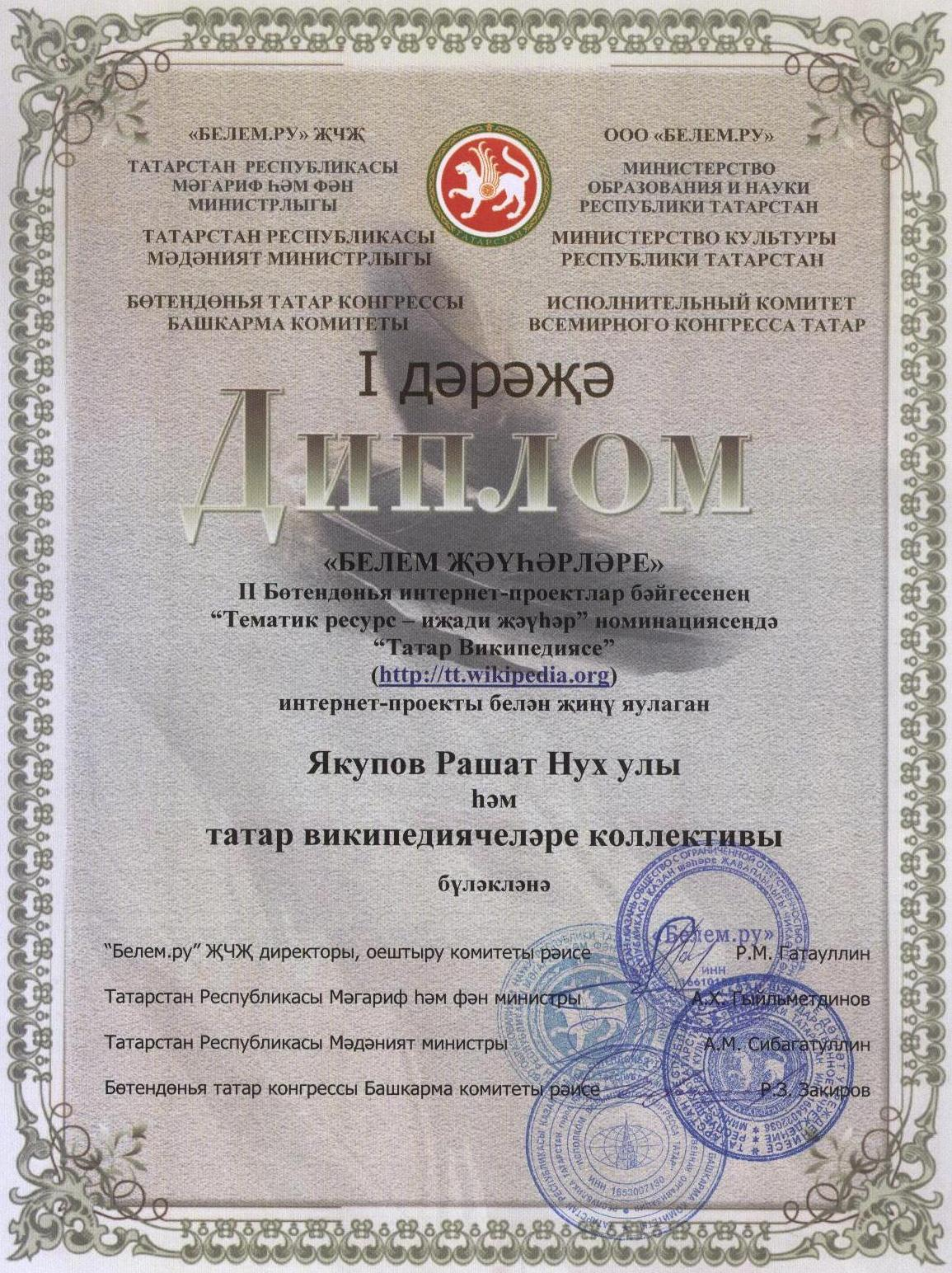
Первое место в конкурсе «Белем җәүһәрләре» (2011)

С 2019 года представители группы татароязычных викимедийцев, некоммерческого партнёрства «Викимедиа РУ» и Фонда развития татнета в рамках ежегодного конкурса «Белем җәүһәрләре» поощряет наиболее активных участников татарского раздела Википедии.

## Интересные факты
- Название «Татарская Википедия» носил также и другой проект. Открытый в 2008 году сайт Tatar.info — «Зеркало татарской жизни» (тат. Tatar.info — «Татар тормышының көзгесе») также работал по технологии wiki и в средствах массовой информации назывался Татарской Википедией. Данная энциклопедия имела более узкую специализацию — темы статей обязательно должны были иметь отношение к татарскому народу. Регистрация была обязательной.[8][9] В настоящее время проект не работает.
- Один из первых администраторов Татарской Википедии (User:Untifler) принял участие в открытии и стал первым администратором также Чувашской и Башкирской Википедий.
- Активист Татарской Википедии Фархад Фаткуллин в 2018 году получил звание «Викимедиец года» от Фонда Викимедиа.